# Nina Ansaroff
Nina Ansaroff (Weston, 3 de dezembro de 1985) é uma lutadora norte-americana de artes marciais mistas, que atualmente compete no Peso-Palha-Feminino do Ultimate Fighting Championship.

## Antecedentes
Ansaroff nasceu e cresceu em Weston, Flórida, e é descendente da República da Macedónia.

## Carreira no MMA
Ansaroff começou a praticar Taekwondo aos 6 anos de idade. Ela começou a treinar artes marciais mistas em 2009, como forma de perder peso e ajudar a manter a forma física, após um acidente de moto. Ela fez sua estreia profissional em 2010, e acumulou um cartel de 5-3, antes de se juntar ao Invicta FC.

### Invicta FC
Ansaroff fez sua estreia na promoção contra Munah Holland, em 7 de dezembro de 2013, no Invicta FC 7. Ansaroff ganhou a luta por TKO no terceiro round.

### Ultimate Fighting Championship
Ansaroff fez sua estreia no Ultimate Fighting Championship (UFC) contra Juliana Lima, em 8 de novembro de 2014, no UFC Fight Night 56. Ansaroff perdeu a luta por decisão unânime.
Ansaroff enfrentaria Rose Namajunas, em 23 de maio de 2015, no UFC 187. Nina Ansaroff não bateu o peso em sua primeira tentativa, ficando com 4 libras (1,8 kg) acima, atingindo 120 lbs (54,4 kg). Depois de não ter feito nenhuma tentativa de cortar mais peso, foi multada em 20% de sua bolsa da luta, que foi para Rose Namajunas. No entanto, no dia do evento, Ansaroff foi retirada da luta pelos médicos do UFC, depois de contrair uma gripe. Como resultado, Namajunas foi retirada do evento inteiramente.
Ansaroff enfrentou Justine Kish, no UFC 195, em 2 de janeiro de 2016. Ela perdeu a luta por decisão unânime.
Ansaroff enfrentou Jocelyn Jones-Lybarger, no UFC Fight Night: Rodríguez vs. Penn, em 15 de janeiro de 2017. Ela ganhou a luta por finalização no terceiro round.
Ansaroff enfrentou Angela Hill, no UFC Fight Night: Poirier vs. Pettis, em 11 de novembro de 2017, em Norfolk, Virgínia. Ela ganhou a luta por decisão unânime.

## Vida Pessoal
Ansaroff é lésbica. Ela está em um relacionamento com Amanda Nunes, lutadora do UFC, e atual Campeã Peso-Galo e Peso-Pena Feminino do UFC.

## Títulos
- Invicta Fighting Championships
  - Nocaute da Noite (Uma vez) vs. Munah Holland

## Cartel no MMA
| Cartel no MMA   |             |            |
| 17 lutas        | 10 vitórias | 7 derrotas |
| Por nocaute     | 4           | 0          |
| Por finalização | 2           | 2          |
| Por decisão     | 4           | 5          |

| Res.    | Cartel | Oponente               | Método                                   | Evento                                 | Data       | Round | Tempo | Local                        | Notas                                 |
| ------- | ------ | ---------------------- | ---------------------------------------- | -------------------------------------- | ---------- | ----- | ----- | ---------------------------- | ------------------------------------- |
| Derrota | 10-7   | Mackenzie Dern         | Finalização (chave de braço)             | UFC on ABC: Vettori vs. Holland        | 10/04/2021 | 1     | 4:48  | Las Vegas, Nevada            |                                       |
| Derrota | 10-6   | Tatiana Suarez         | Decisão (unânime)                        | UFC 238: Cejudo vs. Moraes             | 08/06/2019 | 3     | 5:00  | Chicago, Illinois            |                                       |
| Vitória | 10-5   | Cláudia Gadelha        | Decisão (unânime)                        | UFC 231: Holloway vs. Ortega           | 08/12/2018 | 3     | 5:00  | Toronto, Ontario             |                                       |
| Vitória | 9-5    | Randa Markos           | Decisão (unânime)                        | UFC on Fox: Alvarez vs. Poirier II     | 28/07/2018 | 3     | 5:00  | Calgary, Alberta             |                                       |
| Vitória | 8-5    | Angela Hill            | Decisão (unânime)                        | UFC Fight Night: Poirier vs. Pettis    | 11/11/2017 | 3     | 5:00  | Norfolk, Virgínia            |                                       |
| Vitória | 7-5    | Jocelyn Jones-Lybarger | Finalização (mata-leão)                  | UFC Fight Night: Rodríguez vs. Penn    | 15/01/2017 | 3     | 3:39  | Phoenix, Arizona             |                                       |
| Derrota | 6-5    | Justine Kish           | Decisão (unânime)                        | UFC 195                                | 02/01/2016 | 3     | 5:00  | Las Vegas, Nevada            |                                       |
| Derrota | 6-4    | Juliana Lima           | Decisão (unânime)                        | UFC Fight Night: Shogun vs. St. Preux  | 08/11/2014 | 3     | 5:00  | Uberlândia                   |                                       |
| Vitória | 6-3    | Munah Holland          | Nocaute Técnico (socos)                  | Invicta FC 7: Honchak vs. Smith        | 07/12/2013 | 3     | 3:54  | Kansas City, Missouri        | Luta no peso-mosca. Nocaute da Noite. |
| Vitória | 5-3    | Aylla Caroline Lima    | Nocaute Técnico (chute no corpo e socos) | Premier Fight League 10                | 15/06/2013 | 1     | 1:25  | Serrinha                     |                                       |
| Vitória | 4-3    | Trisha Clark           | Nocaute Técnico (socos)                  | Centurion Fights                       | 01/03/2013 | 2     | 2:14  | St. Joseph, Missouri         |                                       |
| Vitória | 3-3    | Tyra Parker            | Finalização (chave de braço)             | Wild Bill's Fight Night 51             | 15/12/2012 | 2     | 2:00  | Duluth, Georgia              |                                       |
| Vitória | 2-3    | Jessica Doerner        | Nocaute Técnico (socos)                  | The Cage Inc.: Battle at the Border 11 | 24/11/2012 | 1     | 1:52  | Hankinson, Dacota do Norte   |                                       |
| Derrota | 1-3    | Casey Noland           | Finalização (mata-leão)                  | The Cage Inc.: Battle at the Border 10 | 30/07/2011 | 1     | 1:18  | Hankinson, Dacota do Norte   |                                       |
| Derrota | 1-2    | Barb Honchak           | Decisão (unânime)                        | Crowbar MMA: Spring Brawl 2            | 29/04/2011 | 3     | 5:00  | Grand Forks, Dacota do Norte |                                       |
| Derrota | 1-1    | Carla Esparza          | Decisão (dividida)                       | Crowbar MMA: Winter Brawl              | 10/12/2010 | 3     | 5:00  | Grand Forks, Dacota do Norte |                                       |
| Vitória | 1-0    | Catia Vitoria          | Decisão (unânime)                        | Crowbar MMA: Fall Brawl                | 11/09/2010 | 5     | 5:00  | Fargo, Dacota do Norte       |                                       |

## Cartel no MMA Amador
| Cartel no MMA   |            |           |
| 3 lutas         | 3 vitórias | 0 derrota |
| Por nocaute     | 1          | 0         |
| Por finalização | 1          | 0         |
| Por decisão     | 1          | 0         |

| Res.    | Cartel | Oponente     | Método                                   | Evento                          | Data       | Round | Tempo | Local               | Notas |
| ------- | ------ | ------------ | ---------------------------------------- | ------------------------------- | ---------- | ----- | ----- | ------------------- | ----- |
| Vitória | 3-0    | Jenny Yum    | Decisão (unânime)                        | HOOKnSHOOT - GFight Summit 2010 | 20/03/2010 | 3     | 3:00  | Evansville, Indiana |       |
| Vitória | 2-0    | Christy Tada | Nocaute Técnico (interrupção do árbitro) | The Future Stars of MMA         | 24/04/2009 | 1     | 0:46  |                     |       |
| Vitória | 1-0    | Sara Seitz   | Finalização (socos)                      | Xplosive Caged Combat           | 11/01/2008 | 3     | 1:30  |                     |       |